# Bruno Sander
Bruno Sander (Innsbruck, 23 de fevereiro de 1884 — Innsbruck, 5 de setembro de 1979) foi um geólogo austríaco.

## Obras
- Gefügekunde der Gesteine mit besonderer Berücksichtigung der Tektonite, Wien, Springer Verlag 1930
- Einführung in die Gefügekunde geologischer Körper, 2 Bände, Springer Verlag 1948, 1950
- Beiträge zur Kenntnis des Anlagerungsgefüges, Tschermaks Mineralogische und Petrographische Mitteilungen, Band 48, 1936, S. 27-209
- Petrofabrics and Orogenesis, American Journal of Science, Band 28, 1934, S. 37-50
- An introduction to the study of fabrics of geological bodies, Pergamon Press 1970